# Гаске, Франц Иванович
Франц Иванович Гаске (9 июля 1805, Марсель — 3 января 1885, Ялта, Таврическая губерния) — один из первых создателей и наставников школы русского виноделия, работал в казённом заведении «Магарач» в Крыму.

## Биография
Родился 9 июля 1805 года в Марселе во Франции. В 1834 году был приглашён в Российскую империю в качестве специалиста-консультанта в числе других привлечённых губернатором князем М. С. Воронцовым. В 1836—1865 годах — главный виноградарь-винодел Магарачский исследовательского заведения виноградарства и виноделия. Зачинатель технологического изучения сортов винограда и внедрения наиболее ценных из них (Рислинг, Пино нуар, Каберне, Алеатико, Траминер розовый и другие) в производство.
Оставил после себя описания многих сортов, которое дополнил его ученик и преемник А. П. Сербуленко. Основные работы Гаске посвящены разработке приемов рациональной технологии российских вин. Соавтор создания путем гибридизации первых российских сортов винограда — Мурведр Гуле, Никитский жемчуг, Мурведр Гаске и других. Первый преподаватель науки о вине в Магарачском казенном училище виноделия.
Ф. И. Гаске вместе с директором Никитского ботанического сада Н. А. Гартвисом определили перед собой задачу так: «Делать хорошие здоровые вина, способные к долгому хранению, не стараясь приноравливать их непременно к вкусу или букету каких-либо иностранных вин». В подвале появился некоторый запас вина и предлагается не сразу пускать его в продажу, а выдерживать «по крайней мере три года и только потом продавать, оставляя из лучших сортов малое количество для разлива в бутылки…», утверждая, что таким образом можно получить вина, «могущие служить образцами лучших произведений сего края». Такой подход послужил в дальнейшем схемой для создания знаменитых энотек Массандры и Магарача.
В 1845 году из магарачского подвала партия вин была направлена в Нижний Новгород, Казань, Саратов, где они получили самые высокое признание. В магарачской энотеке до сих пор хранятся бутылки вина «Мускат розовый Магарач» урожая 1836 года. Этот напиток чрезвычайно мягок, с гармоничной питкостью, усталой нежностью, занесен в книгу «Рекордов Гиннесса» как самое старое русское вино, хотя было произведено в подвале с крайне примитивным оборудованием.
В 1857 году А. П. Сербуленко окончил Магарачское училище, срок обучения в котором составлял 15 лет. Н. А. Гартвис так объяснял сложность изучаемой науки:
«Так как обрезка (винограда) производится по разным правилам, также разные сорта винограда — по различному образу роста, раннему или позднему плодородию их, требуют различной обрезки, то в сих сведениях должно полагать главное искусство виноградаря и потому пятнадцатилетний срок ученикам не покажется долгим».
Сербуленко стал лучшим и любимым учеником Гаске, впоследствии женился на его дочери. В 1863 году, когда Гаске ушел в отставку, он занял пост главного винодела. Франц Иванович поселился в доме зятя и до конца дней консультировал его.
Скончался Ф. И. Гаске в Ялте 3 января 1885 года.

## Память
В опытно-производственной базе ВНИИВиВ «Магарач» установлен памятный знак в честь выдающихся виноградарей и виноделов «Магарача» Гаске, Саломона, Сербуленко, Охременко.
В музее института «Магарач» хранятся личные вещи Ф. И. Гаске (галстук, курительная трубка, часы), уникальные документы, в том числе разрешение на свободный проезд и жительство в Российской империи, выданное 30 апреля 1838 года Таврическим губернатором гражданину Францу Ивановичу Гаске и его жене Эльвине. В архивах Института винограда и вина «Магарач» был обнаружен документ, содержащий запись о приеме на работу Ф. Гаске с 1 сентября 1836 года.